# Distrito de Khash

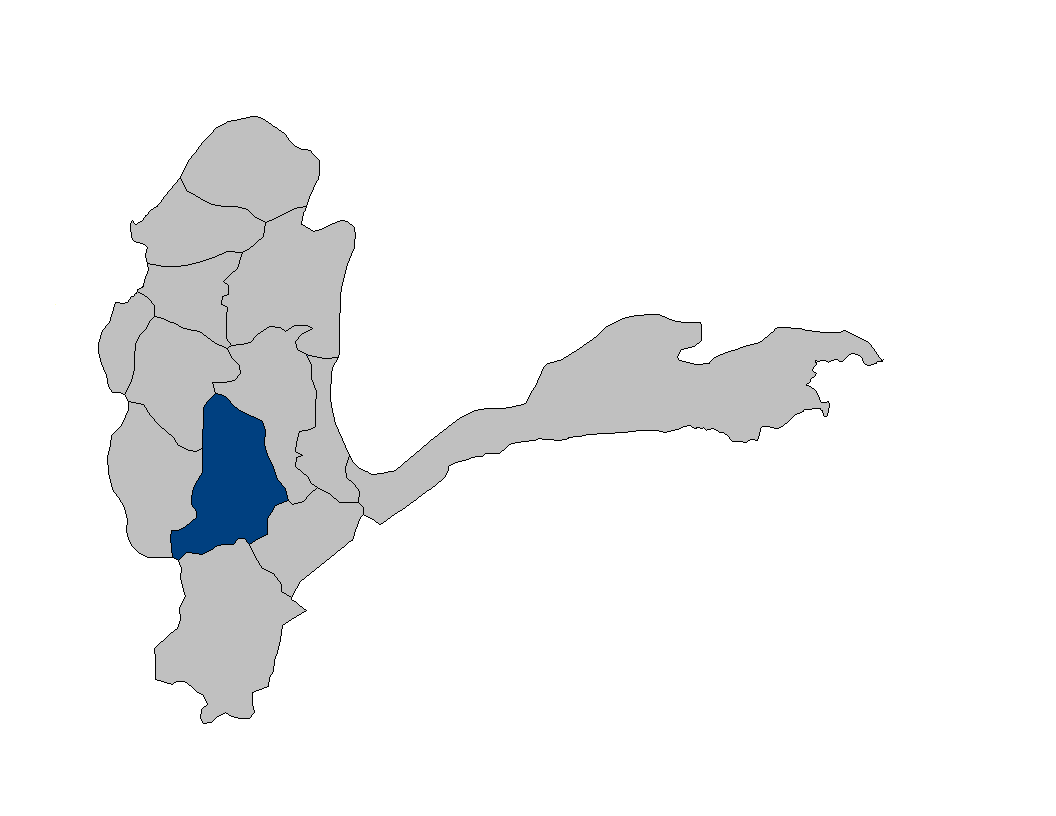
Mapa de ubicación del Distrito de Khash.

Khash es uno de los 29 distritos de la Provincia de Badakhshan, Afganistán. Fue creado en 2005 con parte del Distrito de Darwazi Bala. Es el tercer distrito más poblado de la provincia, con una población de aproximadamente 48.000 personas.
- Datos: Q2670874